# Heloise Margarete von Beaulieu
Heloise Margarete von Beaulieu (auch: Héloise von Beaulieu und Héloise de Beaulieu; * 4. Mai 1870 in Erfurt; † 18. Februar 1944 in Hannover) war eine deutsche Schriftstellerin.

## Leben und Werk
Heloise von Beaulieu war eine Tochter des Regierungsrats Börries von Beaulieu. Von Beaulieu lebte zeitweilig in Hannover, aber auch in Peine, später und bis zu ihrem Tod 1944 mitten im Zweiten Weltkrieg wiederum in Hannover.
Von Beaulieu verfasste verschiedene Erzählungen wie
- die Novelle Höhenluft, 1903
- Überlastet. Die Geschichte eines Knaben, 1905
- Die Namenlose und das junge Mädchen, Roman, 1913
- als Mitverfasserin Kriegsnovellen, 1916
- Tempo moderato. Gespräche, Skizzen, Betrachtungen aus meinem Leben, das Zeit hatte. Köln: Schmidt, 1929
- mit Gustav Hochstetter: Die Perfekte, 1933